# Ataxolepis henactis
Ataxolepis henactis är en fiskart som beskrevs av Goodyear, 1970. Ataxolepis henactis ingår i släktet Ataxolepis och familjen Cetomimidae. Inga underarter finns listade.